# Греческий военно-морской флот в Балканских войнах
Греческий военно-морской флот (греч. Ελληνικό Βασιλικό Ναυτικό — Королевский флот Греции, либо просто Βασιλικό Ναυτικό, сокр. ΒΝ — Королевский флот, официальное название ВМФ Королевства Греция), наряду с греческой армией и армиями союзных Греции православных балканских государств, принял участие в Балканских войнах 1912—1913 годов.

Военно-морской флаг Королевства Греция с 1863 года.

Для историков греческого флота его роль в Первой Балканской войне была не вспомогательной, а главной, без которой победа союзников в войне против Османской империи была сомнительной.

## Предыстория
Вопрос об усилении ВМФ Греции встал во время Критского восстания 1866 года. Для отправки на остров боеприпасов для восставших были использованы торговые вооружённые пароходы. Один из них, пароход «Энозис», преследуемый османским флотом, нашёл убежище в порту острова Сирос. Командующий турецкой эскадры, английский контр-адмирал Хобарт, предъявил номарху Киклад ультиматум, согласно которому номарх должен был сдать «Энозис» Хобарту, иначе адмирал грозился взять его силой. В этот момент Греческое королевство «обнаружило», что оно могло противопоставить османскому флоту только один боеспособный корабль, паровой фрегат «Эллас». Кризис был разряжён вмешательством правительства Франции и других «Великих держав»:187.
До того, в Греческом королевстве флоту отводилась лишь роль в преследовании пиратства. Было принято решение срочно изменить положение. Первые покупки и строительства кораблей были произведены при премьер-министре Александре Кумундуросе. Предпринятые шаги были поспешными и неудачными. В Англии срочно были куплены 2 корабля («Амфитрити» и «Бубулина»), которые в действительности были торговыми почтовыми судами. Причём «Бубулина» не дошла до Греции. В Ливерпуле произошёл взрыв котла, судно разломилось и утонуло. При этом погибло 21 человек.

## Правление Трикуписа
Действительный период реорганизации и расширения ВМФ начался при премьер-министре Харилаосе Трикуписе. Модернизация флота происходила параллельно с модернизацией страны, в которой для Трикуписа одной из основных задач стала реорганизация вооружённых сил.
Эта попытка Трикуписа приняла 2 формы:
- приобретение новых боевых единиц флота и оборудования;
- приглашение иностранных военных миссий, для передачи опыта армий и флотов Великих держав.

В 1879 году была создана Школа морских кадетов, в 1884 году Военно-морское училище, в 1887 году Центральная подготовительная школа на острове Порос. В 1881 году база флота была переведена на остров Саламин, где она находится по сегодняшний день.
Одновременно, в 1880 году, начала функционировать специальная школа подводных лодок, в 1884 году была образована торпедная школа на базе ВМФ в Саламине, в 1887 было произведено первое испытание мины, и наконец в 1888 году, была образована Школа противолодочной обороны:140.
Большую роль в реорганизации греческого флота сыграла французская миссия, под руководством контр-адмирала Laurent Joseph Lejeune, прибывшая в Грецию в декабре 1884 года:142.
Что касается боевых единиц флота, первым шагом стал строительство во Франции в 1878 году крейсера «Миаулис». Деньги на строительство крейсера (2,3 миллиона золотых фунтов стерлингов) были предоставлены «Обществом создания национального флота» (греч. Εταιρεία προς σχηματισμό εθνικού στόλου), которое организовал в 1886 году ветеран и герой Греческой революции, адмирал Константис Никодимос. Это был первый вклад «Общества» в строительство флота. Крейсер был построен на верфи Forges & Chantiers de La Med La Seyne, по проекту известного тогда судостроителя Logan.

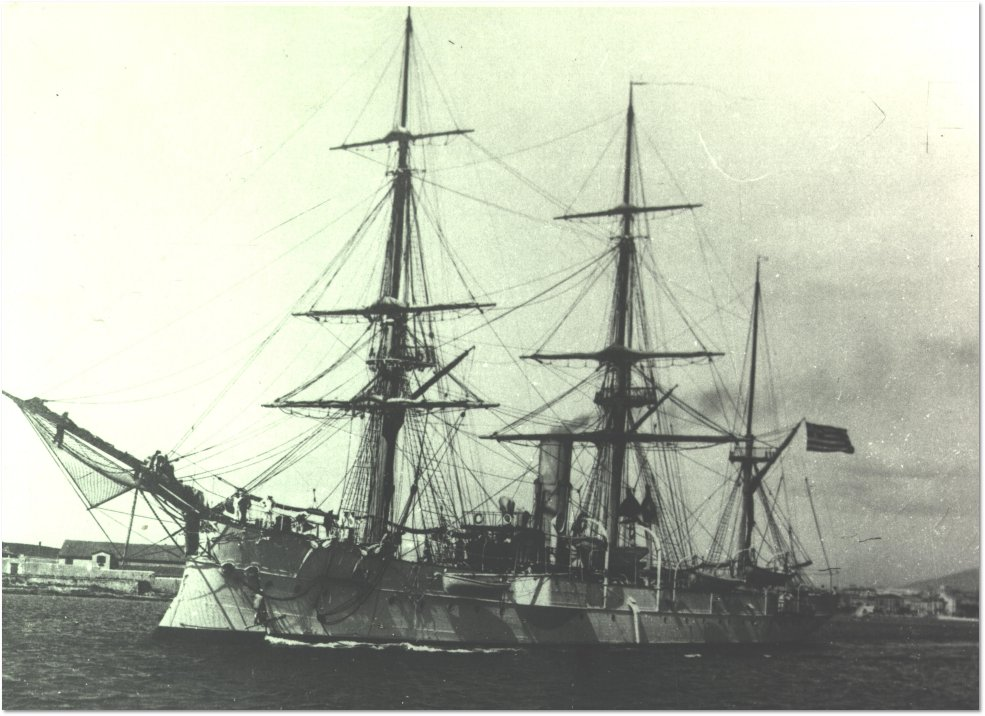
Крейсер «Миаулис».

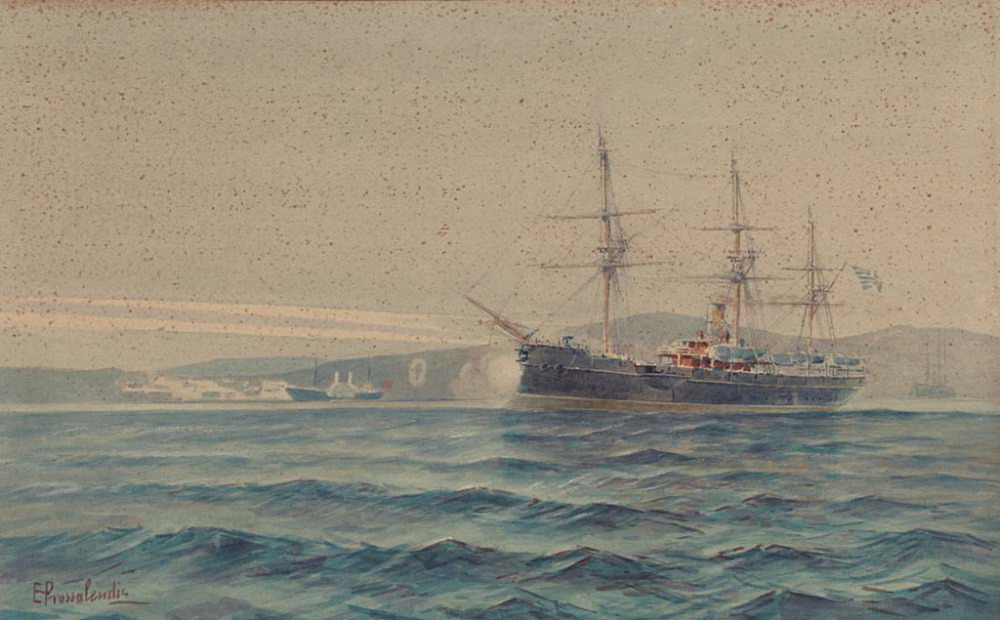
Крейсер «Миаулис» (художник Эмилиос Просалентис).

Это был один из красивейших кораблей своей эпохи, с парусами площадью в 1720 м2. Корпус был стальным, с деревянной отделкой. Опережая свою эпоху, корабль именовался на греческом флоте лёгкий крейсер 2-го ранга. Крейсер часто использовался для «демонстрации флага», в особенности в регионах, где проживала греческая диаспора или коренное греческое население ещё не освобождённых регионов. Впоследствии крейсер был использован как учебный корабль Военно-морского училища.
В 1880 году, во Франции, были построены 4 канонерские лодки («Микали», «Сфактирия», «Навпактия» и «Амвракия»), которые впоследствии получили названия канонерки «Альфа», «Бета», «Гамма» и «Дельта». У этих маленьких канонерок, с осадкой в 1,5 м, было одно-единственное предназначение: операции в мелководном и пограничном тогда Амбракийском заливе, в вынашивающихся Греческим королевством планах по освобождению Эпира от турок. Канонерки дождались своего часа только в 1912 году, с началом Балканских войн, что удивляет греческих историков, привыкших к отсутствию у руководителей греческого государства долгосрочного планирования:86.
В 1880 году было куплено парусно-паровое судно обеспечения. Судно было построено в Глазго в 1877 году, под именем Gettysburg, первоначально получило имя «Псара», в 1890 году было переименовано в «Канарис». Судно было переоборудовано, вооружено и вошло в состав греческого флота в качестве штаба и судна обеспечения флотилии греческих миноносцев.
В 1881 году в Англии были построены паровые канонерские лодки «Актион» и «Амвракиа». Канонерки принадлежали к классу малых плоскодонных канонерок (англ. flat-iron gunboats, более известных как «канонерки Рэндела»). У этих канонерок также было одно-единственное предназначение: военные действия в пограничном тогда с Османской империей мелководном Амбракийском заливе в случае войны за освобождение Эпира, что входило в планы Греческого королевства с момента его образования.

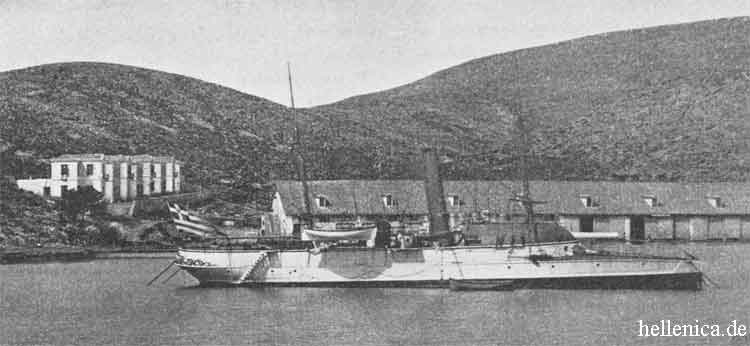
Канонерская лодка «Актион».

В том же, 1881 году, в Англии были куплены минные заградители «Эгиалиа», «Монемвасиа» и «Навплиа».
В 1881 году в Англии был куплен миноносец «Иония», ставший первым миноносцем, располагавшим боковыми торпедными трубами.
В период 1881—1883 годов на верфи Yarrow в Англии были построены миноносцы «Кипрос», «Кос», «Митилини», «Родос», «Кос» и «Хиос». Первоначально эти миноносцы не располагали торпедными трубами, которые были установлены позже в Греции. Впоследствии были переименованы в миноносцы № 6, № 7, № 8, № 9, № 10 и № 17.
В 1885 году на английской верфи Blackwall были построены 4 канонерские лодки, именуемые в греческой историографии паровыми барками (греч. Ατμομυοδρόμων): «Ахелоос», «Алфиос», «Эвротас» и «Пиниос». В силу того, что все 4 канонерки типа носили имена рек, на греческом флоте за ними закрепилось имя «эскадра рек» (греч. Μοίρα ποταμών) или просто «реки» (греч. Ποταμοί), и под этим именем они упоминаются в греческой историографии.

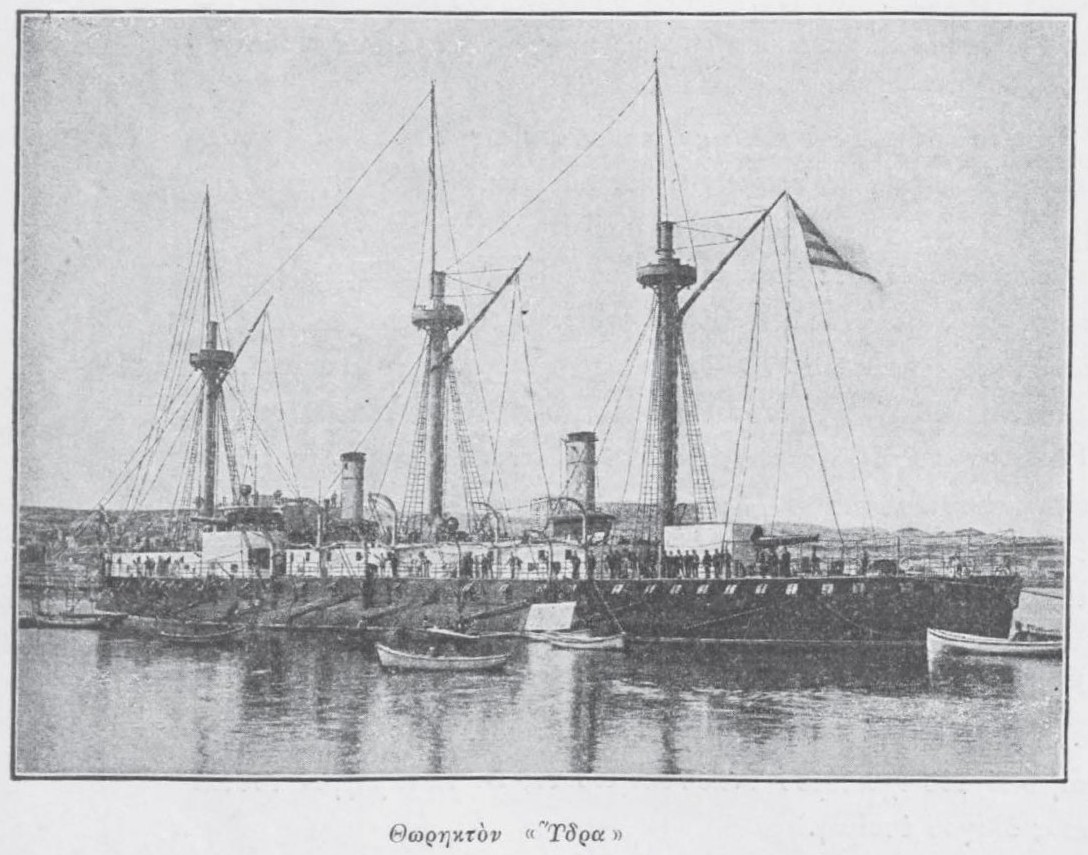
Броненосец «Идра».

В 1889 году во французском Гавре по проекту судостроителя Dupont были построены броненосцы «Идра», «Спеце», «Псара».
Посредством этих шагов ВМФ Греции стал самым мощным флотом в Восточном Средиземноморье:142.

## Странная война 1897 года

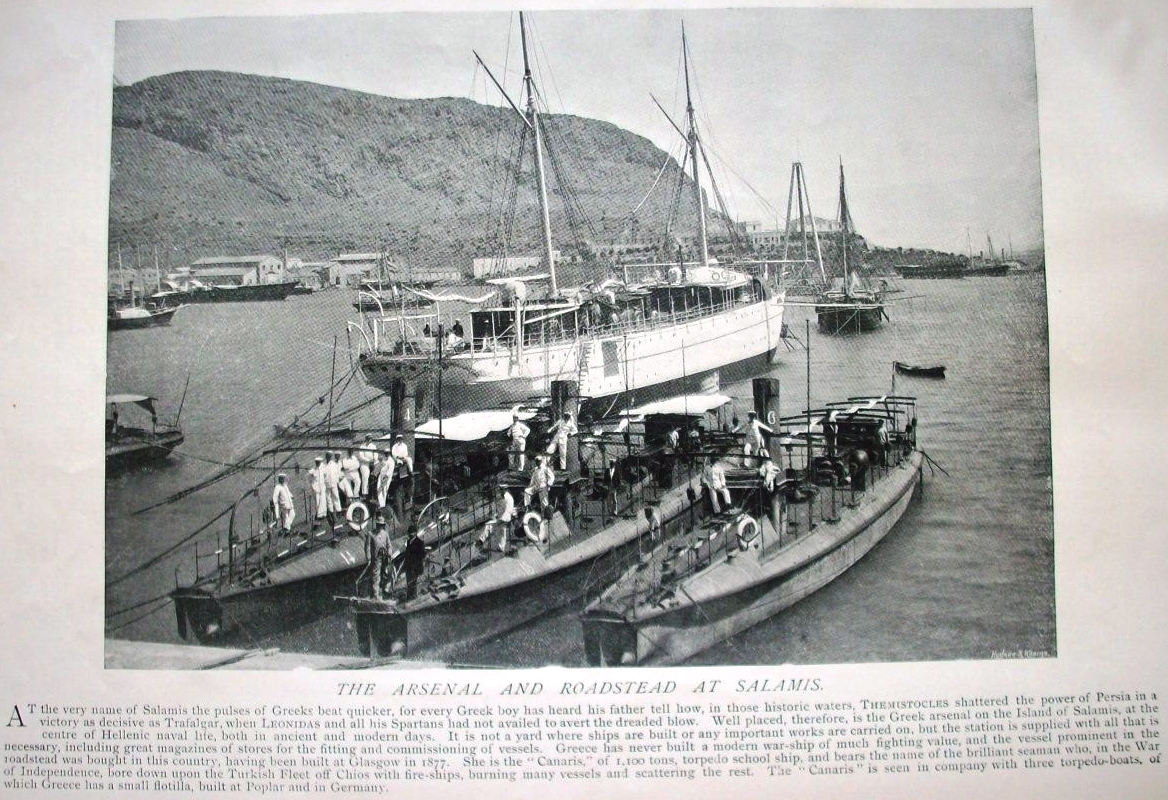
Судно обеспечения «Канарис» с миноносцами.

Возрождённое греческое государство обросло долгами с самого начала Освободительной войны и продолжало быть должником иностранного капитала на протяжении целого века:196. Премьер министр Харилаос Трикупис был великим реформатором, много сделавшим для развития инфраструктуры страны и флота. Но в народе более всего известен своей исторической фразой «к сожалению, мы обанкротились» (1893 год):37.
Одной из причин этого банкротства были расходы на строительство флота, превышающие финансовые возможности королевства. Кроме «личной ненависти» германского кайзера к греческому монарху, более существенной была позиция германских капиталистов, держателей греческих облигаций, потерявших при этом банкротстве значительные суммы. Самым влиятельным из них был личный банкир Вильгельма Герсон фон Блейхрёдер:224. Г. Руссос пишет, что те, кто приобрели греческие облигации до 1897 года и продали их после Критского восстания 1897 года, последовавшей войны и установления международного контроля над Грецией, сколотили огромные состояния. Среди них были не только немецкие банкиры и кайзер, но и греческие банкиры и члены греческой королевской семьи. Участники войны, в особенности итальянские добровольцы, утверждали что отход греческой армии был запланирован до её начала. Амилкаре Чиприани писал о «предрешённом, запрограммированном отходе». Турецкий генштаб в своём докладе «признаёт мужество греческих войск», но в заключении пишет, что «греки не проявляли намерение воевать действительно» (de ne pas combattre sérieusement), и именует эту войну «симуляцией войны» (simulacre de guerre). В последней строчке этого доклада: «Следуя из этого, мы считаем, что Высшее греческое военное командование имело приказ оставлять шаг за шагом территорию, не ставя под угрозу жизни своих солдат»:144.
Эта странная война была остановлена 5 (17) мая 1897 года после вмешательства российского императора Николая II. Прекращение войны означало и прекращение Критского восстания:193.
Ещё более скандальным и странным было бездействие в этой войне ВМФ Греции, который от начала до конца «сохранял своё абсолютное превосходство». Турецкий флот запёрся в проливах и не смел выйти в Эгейское море. Более всего турки опасались флотилии 8 греческих миноносцев, которыми командовал «новый Канарис», принц Георг. Самое комедийное в этой ситуации, согласно греческим историкам, было то, что торпеды греческих миноносцев были абсолютно непригодными. В детонаторах торпед не было необходимой гремучей ртути.
Неисполнение флотом приказов морского министра Николаоса Левидиса об обстреле прибрежных турецких позиций вызвало отставку министра и только подтвердило подозрения о разыгранной финансовыми кругами и королевским двором кровавой комедии:152.

## Последующее десятилетие
Последующее десятилетие отмечено развитием османского флота. Напротив, в Греческом королевстве, после банкротства 1893 года и странной войны 1897 года, встал вопрос куда направить скудные финансы королевства, на армию или на флот. В свою очередь флот был перед дилеммой, на что делать упор, на броненосцы или более лёгкие корабли.
В 1900 году, при правлении премьер-министра Георгиоса Теотокиса. был создан Фонд национального флота (греч. Ταμείο Εθνικού Στόλου, сокр. ΤΕΣ), который взял на себя централизованный сбор наследств и пожертвований в пользу ВМФ, с тем чтобы строить новые боевые единицы флота. Некоторое время в Греции доминировало неоправданное самоуспокоение и спад в политике вооружений.
Однако как только стало известно, что Османская империя модернизировала броненосец «Месудие», заказала 2 миноносца, приступила к ремонту находящихся в составе флота кораблей и заказала 3 лёгких крейсера («Хамидие», «Меджидие» и «Драма» — последний не был получен), в Афинах сыграли тревогу.

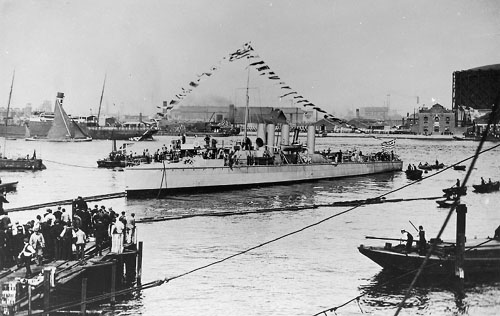
Эсминец «Тиэлла» после его спуска на верфи Yarrows.

Во время последнего периода правления Феотокиса, в 1905—1907 годах, Греция построила 4 эсминца на верфи Yarrow в Англии (эсминцы типа «Тиэлла»): «Навкратуса», «Тиэлла», «Сфендони» и «Логхи». Деньги были предоставлены Фондом национального флота.
Ещё 4 эсминца, близких к типу «Тиэлла», были построены на верфях Vulkan в Щецине (эсминцы типа «Ники»): «Аспис», «Велос», «Ники» и «Докса».
Тенденция модернизации и пионерства привела греческое правительство к покупке своей первой подлодки и одной из первых подлодок в мире, подводной лодки Nordenfelt I с паровым двигателем, созданной по чертежам британского изобретателя Джорджа Гарретта и шведа Торстена Норденфельта. Сделка состоялась при посредничестве скандально известного торговца оружием, грека Василия Захароффа. Подлодка было куплена в декабре 1885 года, доставлена разобранной в Пирей 13 января 1886 года, где была собрана греческим персоналом американской фирмы McDowal and Barbour. Однако на испытаниях подлодка была признана непригодной к плаванию и осталась ржаветь до 1901 года, когда была продана на слом.

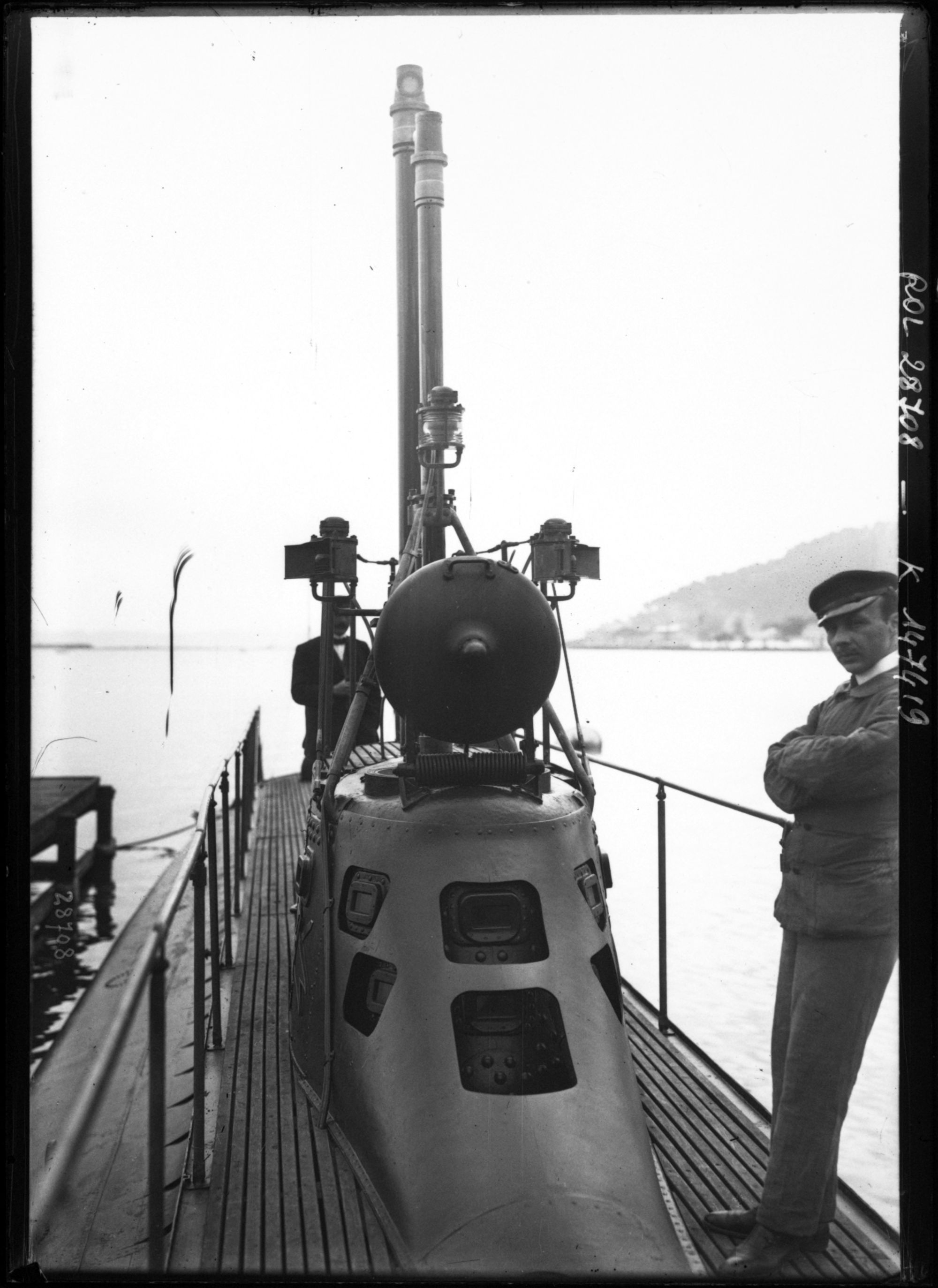
Верхняя палуба и рубка подводной лодки «Ксифиас», 1913 год.

Несмотря на это, ВМФ Греции вернулся к теме подводных лодок и в 1910 году заказал 2 подлодки во Франции, получившие имена «Дельфин» и «Ксифиас». «Дельфин I» прибыл на базу ВМФ Греции на Саламине 5 октября 1912 года, когда уже началась Первая Балканская война и был немедленно направлен в Мудрос, на только что освобождённый остров Лемнос, куда перебазировалась основная эскадра греческого флота. «Ксифиас» был получен в марте 1913 и не успел принять участие в Балканских войнах.

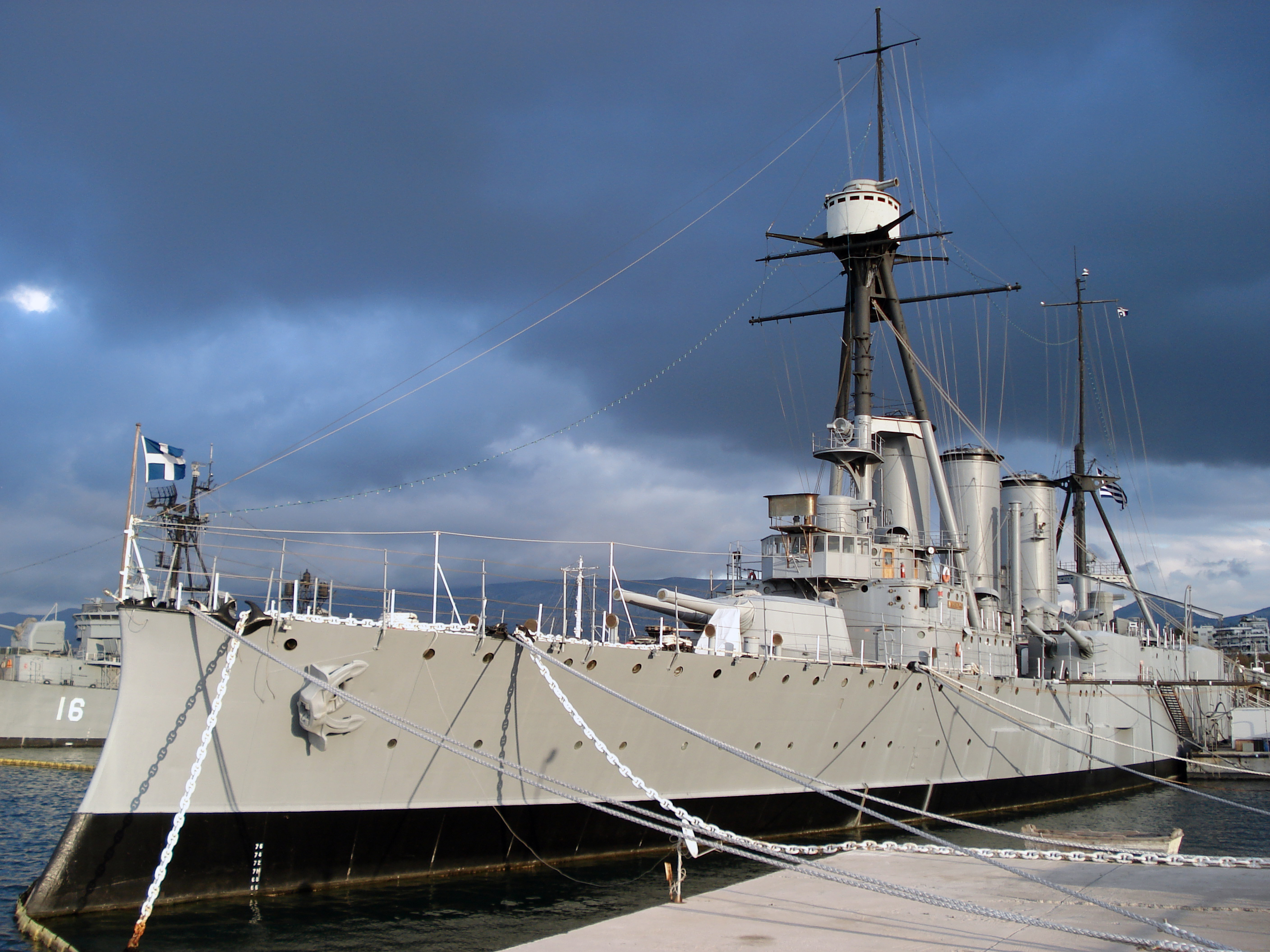
Броненосный крейсер «Авероф».

Венцом программы вооружения флота стал заказ броненосного крейсера «Авероф». Корабль был приобретён 30 ноября 1909 года. Это был третий корабль серии после Pisa и Αmalfi, построенных верфью Orlando в Ливорно для итальянского флота. «Авероф» был принят капитаном И. Дамианосом и сразу отправился в Портсмут для участия в коронации короля Англии Георга V. В результате проблем с дисциплиной экипажа капитан Дамианос был отстранён от командования крейсером и командование принял капитан Павлос Кунтуриотис, будущий адмирал и командующий греческим флотом в Балканских войнах. «Авероф» прибыл в Фалер 1 сентября 1911 года. «Авероф», на тот момент, был технологически одним из самых современных кораблей в мире.

## Накануне Балканских войн

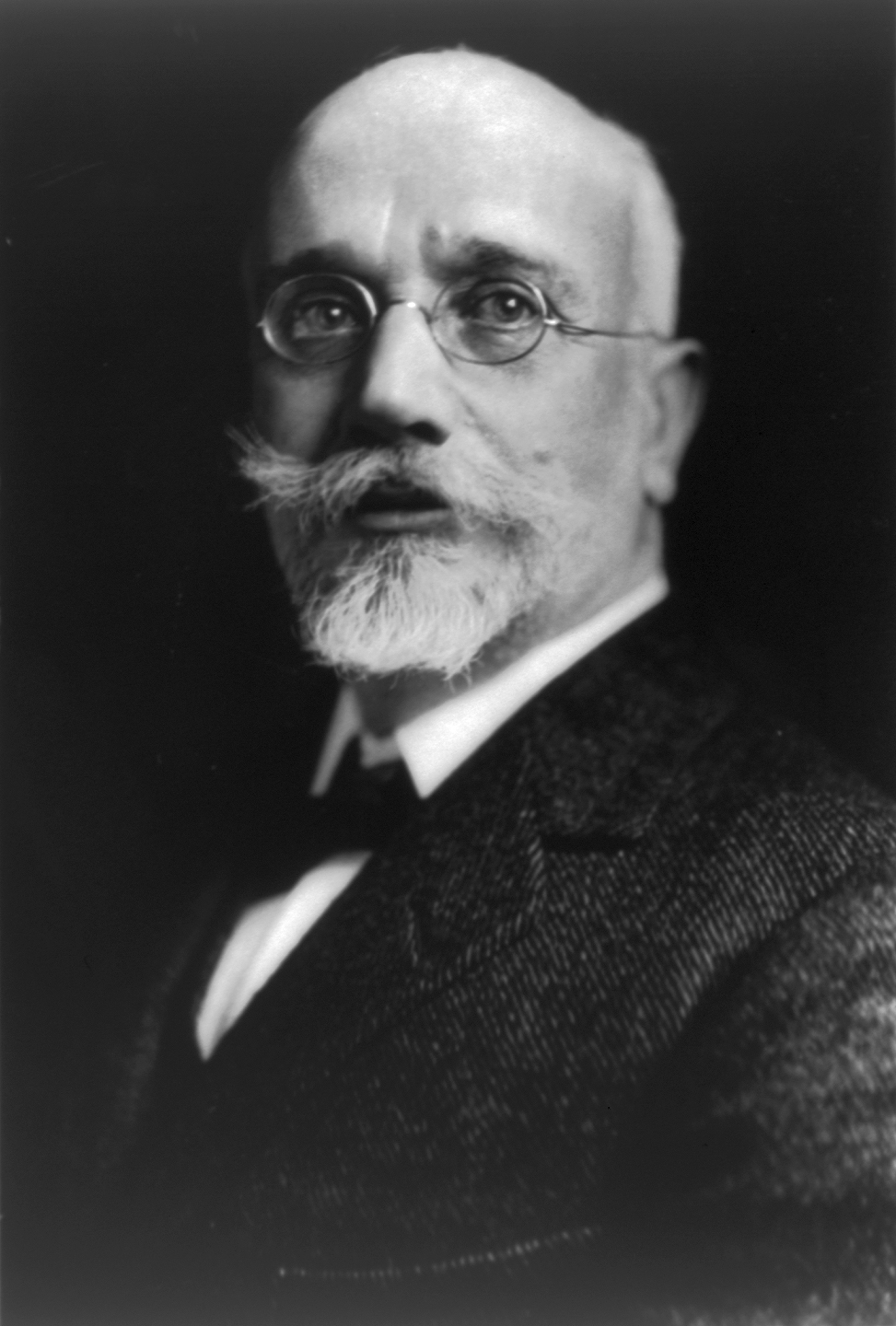
Элефтериос Венизелос — революционер политик и премьер-министр Греции.

В начале XX века православные королевства Балканского полуострова вынашивали свои ирредентистские планы за счёт дряхлеющей Османской империи.
Негласная борьба за Македонию, где сталкивались интересы балканских государств:204, была свёрнута до лучших времён, после младотурецкой революции. Движение греческих офицеров в 1909 году под руководством полковника Николаоса Зорбаса выставило королевскому двору условия невмешательства в дела армии, как это было в 1897 году, и вызвало из полуавтономного тогда от осман Крита видного революционера и политика Элефтериоса Венизелоса, который стал премьер-министром страны.
16 сентября 1911 года Италия, в роли новой силы в Средиземноморье, объявила войну Османской империи и через год, 2 (18) октября 1912 года, вынудила осман подписать невыгодный для них мир:207. В ходе итало-турецкой войны балканские государства убедились, что силы осман ослабли, и уже 29 февраля 1912 года Болгария и Сербия подписали секретный союзный договор:208. 16 (29) мая 1912 года был подписан греко-болгарский договор:212. 22 сентября (5 октября) 1912 года было согласовано, что с началом войны Греция выставит 110 тысяч штыков, в то время как Болгария выставит 300 тысяч, Сербия 180 тысяч (в некоторых источниках 220 тысяч) и Черногория 35 тысяч. В общей сложности Балканский союз имел около 650 тысяч штыков против 350 тысяч солдат, которыми располагала Османская империя в её европейских владениях:214. 100 тысяч греческих штыков не были лишними для союзников, но именно греческий флот был причиной привлечения Греции в Союз.
Было очевидно, что в случае войны Османская империя будет вынуждена перебрасывать на Балканский полуостров свои резервы из Малой Азии и с Ближнего Востока.
Османская империя ещё располагала ресурсами для успешной войны против союзников, но превращение Эгейского моря греческим флотом в Mare clausum (закрытое море) вынуждало осман использовать свою устаревшую дорожную и железнодорожную сеть, в результате чего османские подкрепления не смогли бы своевременно дойти до фронтов. В военном соглашении 22 сентября (5 октября) 1912 года было чётко оговорено, что задачей греческого флота было «в любом случае обеспечить господство в Эгейском море и прервать коммуникации врага между Малой Азией и Европейской Турцией»:216. А. Димитракопулос пишет, что несмотря на то, что интересы Греции и Болгарии сталкивались, болгарское командование осознавало, что без участия в войне греческого флота, задачи, стоявшие перед болгарской армией становились трудными, если не невыполнимыми.
Османы также осознавали значение участия греческого флота в войне на стороне союзников, и предложили Греции сотрудничество, обещая «благоприятное разрешение вопроса Крита и всех разногласий двух стран», но предложение было отклонено:222.
Не все в Греции были согласны с идеей Венизелоса выступить против Османской империи вместе с Сербией, Черногорией и Болгарией. Так, Ион Драгумис и Афанасий Сулиотис считали, что атакуя Османскую империю, чтобы разделить её со славянами, греки атакуют собственное наследство, чтобы получить только часть его:293.

## Пополнения последнего момента
Перед самым началом Балканских войн, греческое правительство срочно выкупило 4 эсминца, строившихся в Англии для ВМС Аргентины. Эсминцы данного типа получили в греческом флоте прозвище «звери» (греч. Θηρία): «Аэтос», «Пантир», «Иэракс», «Леон». При приёме незнакомых для них кораблей, греческие экипажи столкнулись с огромными трудностями, которые усугублялись тем, что все инструкции, надписи и документы были на испанском языке. Несмотря на это, «звери» прибыли в Грецию после начала войны и сразу вступили в бой:112.
Аналогичным образом были выкуплены самые новые греческие корабли, 2 немецких эсминца типа V: «Неа Генеа» (выкупленный на деньги, собранные греческим поэтом Спиросом Матсукасом среди греков Америки) и «Керавнос», также пришедшие в Грецию после начала войны и принявшие участие в основных морских сражениях войны:112.

## Состав греческого флота в Балканских войнах
Состав греческого флота в период Балканских войн:
- 1 броненосный крейсер «Авероф»;
- 3 броненосца типа «Идра»: «Идра», «Спеце», «Псара»;
- 1 лёгкий крейсер 2-го ранга «Миаулис» (остался в резерве)[11];
- 14 эсминцев: 4 типа «Тиэлла»[англ.], 4 типа «Ники»[англ.], 4 «зверя», 2 типа «V» (последние 6 эсминцев — 4 «зверя» и 2 типа «V» — прибыли когда война уже началась);
- 2 паровые канонерки типа «Актион»: «Актион» и «Амвракиа»;
- 11 миноносцев: типа «Хиос» (№ 6—10), типа «V» (№ 11—16), типа «4» (№ 18), и трофейный типа «Акхисар» — «Никополис»;
- 4 малые канонерки типа «Сфактирия»: α, β, γ и δ;
- 4 канонерки (паровых барка): «Ахелоос», «Алфиос», «Эвротас» и «Пиниос»;
- 1 подводная лодка «Дельфин I»;
- 4 минных заградителя: «Эгиалиа», «Монемвасиа», «Навплиа» и «Арис»;
- 2 парохода: «Панэллинион» и трофейный «Фуад»;
- 4 войсковых транспорта: «Сфактириа», «Микали», «Иониа» и турецкий трофей 1897 года — «Крити»;
- 4 вспомогательных крейсера: «Аркадиа», «Афины», «Эспериа» и «Македония»;
- 5 паровых шхун: «Пликсавра», «Айдон», «Кисса», «Кихли» и «Саламина»;
- 3 парусных голета (шхун): «Микали», «Матилди» и «Аргос»;
- 2 буксира: «Олимпос» и «Вурла»;
- 1 танкер «Иоаннис Куцис»;
- 2 водолея: «Сфингс» и «Кархариас»;
- 1 судно обслуживания маяков «Тенедос».

## Противник

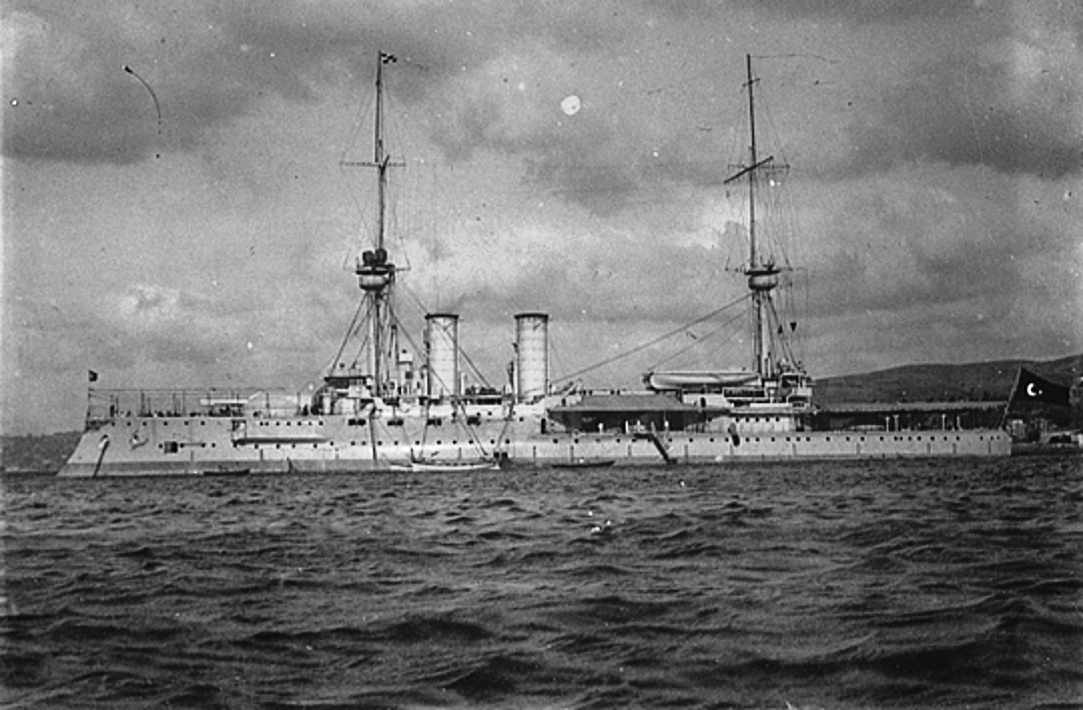
Турецкий флагман Barbaros Hayreddin.

Слабость и бездействие османского флота в греко-турецкой войне 1897 года послужили причиной массовых закупок военных кораблей, в основном из Франции и Германии. В дополнение, в 1907 году османы пригласили британскую военно-морскую миссию, с тем чтобы повысить уровень подготовки флота, которая, однако, встретила в своей работе непреодолимые трудности.
В ответ на приобретение греческим флотом броненосного крейсера Авероф турки попытались приобрести новые германские броненосные крейсера Blücher или Moltke, но в силу их высоких цен приобрели старые броненосцы типа «Брандербург»: Barbaros Hayreddin и Turgut Reis. Эти корабли имели более мощную броню по сравнению с греческим «Авероф» и более мощное вооружение, но были на 5 узлов более тихоходными. Вместе с крейсерами «Хамидие» (английской постройки, водоизмещением в 3800 тонн) и «Меджидие» (американской постройки, водоизмещением в 4000 тонн), эти корабли образовали относительно молодое ядро османского броненосного флота.
«Лёгкий» османский флот располагал также двумя разведывательными кораблями, «Пейк-и-Шефкет» и «Берк-и-Шатвет» (немецкой постройки 1906 года, водоизмещением в 775 узлов и скоростью на сдаточных испытаниях в 23 узла). Турецкий «лёгкий флот» располагал также 4 эсминцами типа «Шихау» (немецкой постройки 1909 года, водоизмещением в 620 тонн и скоростью в 32 узлов), 4 эсминцами типа «Крезо» (постройки 1906 года, водоизмещением 305 тонн и скоростью в 28 узлов), 6 маленькими эсминцами (миноносцами) типа «Ансальдо» (постройки 1901—1906 годов, со скоростью в 24 узла), 4 миноносцами типа «Крезо» (постройки 1906 года, водоизмещением 97 тонн, скоростью в 26 узлов).
К. Кокконас, исследователь истории греческого флота, считает, что в начале войны турки располагали более мощным флотом, как броненосцев, так и «лёгким флотом», включавшим в себя 22 единицы (2 крейсера, 2 разведчика, 8 эсминцев и 10 миноносцев). Разрыв в числах единиц «лёгкого флота» был уменьшен подходом после начала войны шести наспех приобретённых греческих эсминцев, но 4 «зверя» прибыли без торпед.
Кроме превосходства в огневой мощи, скорости, числах боевых единиц и водоизмещении, турки укрепили регион Дарданелл, свою базу в Нагара, а также Смирну. Более того, до Балканских войн под османским контролем находились все острова восточной части Эгейского моря. При любом неудачном развитии событий, османских флот мог укрыться в проливах. Кокконас считает, что турецкий флот располагал всеми преимуществами и превосходством, в то время как, для того, чтобы выполнить ожидания союзников, превосходством должен был обладать греческий флот.

## Павлос Кунтуриотис
Командование ВМФ Греции сомневалось в возможности достижения абсолютного господства в Эгейском море и полного блокирования османских мобилизаций пополнений, в силу численного перевеса османского флота. Ввод в состав флота броненосного крейсера «Авероф» не изменил общую картину в сравнениях сил, произведенных штабистами флота. Павлос Кунтуриотис, будучи ещё капитаном первого ранга, был одним из немногих офицеров флота, который верил, что греческий флот выйдет победителем из поединка с османским флотом.
На военном совете, созванном в сентябре 1912 года под председательством премьер-министра Э. Венизелоса, на котором присутствовали все высшие офицеры флота и чины морского министерства, были рассмотрены все возможности боевых единиц флота и представлены данные для сравнения двух флотов: водоизмещение, скорости, число и калибр орудий, толщина брони, экипажи. Заключения были неутешительными и сводились к тому, что флот нуждался в дополнительном пополнении, чтобы выполнить свою трудную задачу. Венизелос был недоволен и нервничал. Когда дошла очередь до Кунтуриотиса высказать своё мнение, то капитан заявил о своей уверенности в победе, опираясь в основном на превосходящие морские качества греческого моряка над турецким. Венизелос с облегчением выслушал заявление Кунтуриотиса и через несколько дней позаботился о его повышении в звании и назначении на должность командующего флотом. Даже через 21 год, в годовщину Сражения у Элли, Венизелос всё ещё благодарил адмирала Кунтуриотиса не только за его победы над турками, но и за его выступление на том Военном совете.

## Начало войны

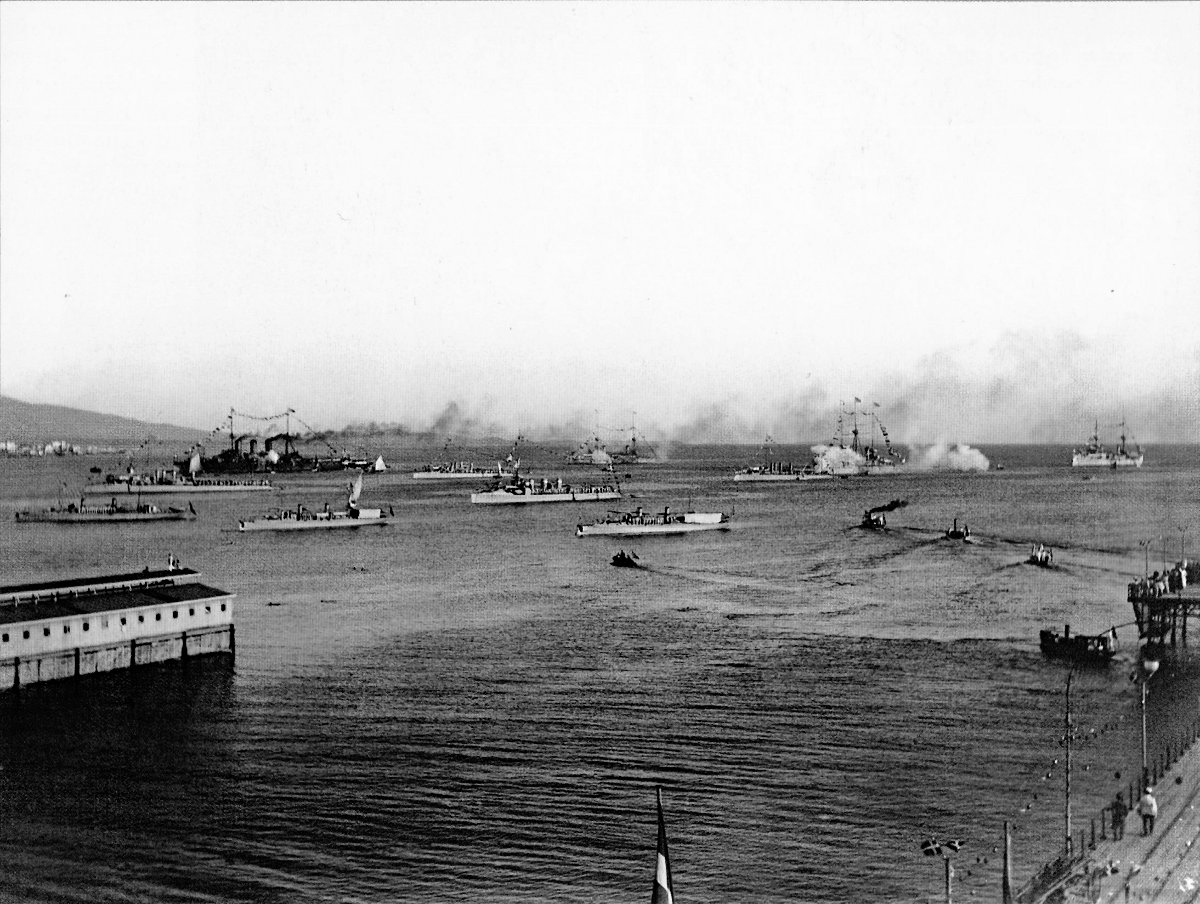
Греческий флот в бухте Фалера, в момент отхода с началом войны.

Греческий флот выступил сразу после начала войны, 5 октября 1912 года. В день отхода флота его командующий, капитан П. Кунтуриотис, королевским указом получил звание контр-адмирала.
Флот немедленно освободил остров Лемнос и организовал в бухте Мудрос свою базу, у самого входа в Дарданеллы. Эсминцы приняли патрулирование у входа в Дарданеллы, в то время как началось последовательное освобождение островов в северной части Эгейского моря — Айос-Эфстратиос, Тасос, Самофракия. Эти острова были освобождены без кровопролития, не в последнюю очередь в силу своего однородного греческого населения.

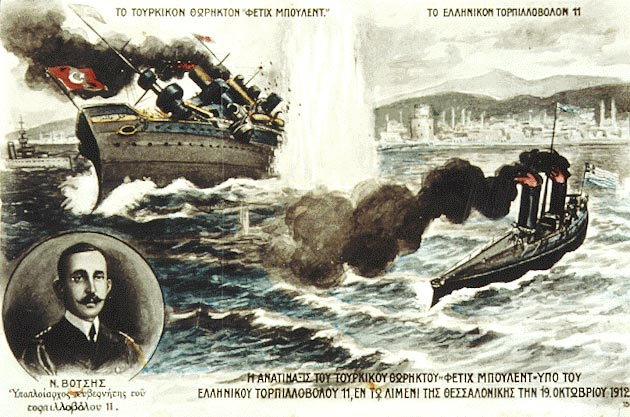
Потопление турецкого броненосца «Фетхи Булент» греческим миноносцем в порту Салоник. В углу портрет капитана миноносца Николаоса Воциса.

В тот же период лейтенант Николаос Воцис, командуя миноносцем-11, торпедировал в порту македонской столицы, города Фессалоники, османский броненосец «Фетх-и-Булент». Подвиг Воциса не повлиял на ход войны, однако положительно повлиял на моральный дух экипажей греческого флота.
Последовало освобождение островов Псара, Икария и Тенедос. Из вышеозначенных островов только на островах Псара и Тенедос османские гарнизоны оказали какое-то сопротивление.
26 октября греческая армия, опередив болгар, освободила Салоники:35. Была получена информация, что болгары намерены занять Афон, но после того как десанты греческого флота заняли полуостров, болгары были вынуждены отменить свою операцию.
8 ноября флот произвёл высадку (1 пехотный батальон и 3 сводные роты из экипажей кораблей, под командованием капитана Иоанниса Деместихаса) на острове Лесбос, и османские части отошли в горы острова.
12 ноября миноносец-14 под командованием лейтенанта Перикла Аргиропулоса повторил успех Воциса и потопил торпедой в заливе города Кидониес (Айвалык) турецкую канонерку «Трабзон».
В дальнейшем греческий флот эскортировал торговые суда, перевозившие ещё союзные болгарские части, прибывшие в Салоники после освобождения города «на отдых», для продолжения войны в Дедеагач (Александруполис).
Самой трудной операцией по освобождению островов стало освобождение острова Хиос. Корабли так называемой «Эскадры крейсеров» которая в действительности состояла из мобилизованных коммерческих судов (вспомогательных крейсеров), под командованием капитана Иоанниса Дамианоса, и транспорты армии подошли к месту высадки в Контари. Османы оборонялись на укрепленных позициях и были более многочисленны по сравнению с атакующим греческим десантом. В одной из атак погибли флотские офицеры Рицос, Пастрикакис и 20 моряков. Однако только после того, как были нейтрализованы укрывавшиеся в горах Лесбоса османские части, на Хиос были переброшены подкрепления. Турецкий гарнизон Хиоса сдался 20 декабря.
Весь этот период из тактических соображений османский флот предпочёл заняться более лёгким противником, болгарским «флотом в зародыше» на Чёрном море.
Только после того, как между Союзниками и Османской империей было подписано перемирие (2 декабря), которое Греция не подписала, заявив, что не может прекратить до заключения окончательного мира блокаду:296, османский флот решился выйти в Эгейское море и вступить в бой с греческим флотом. Одновременно османы сделали Греции заманчивое предложение о сепаратном мире, которое было отклонено.

## Сражение у Элли

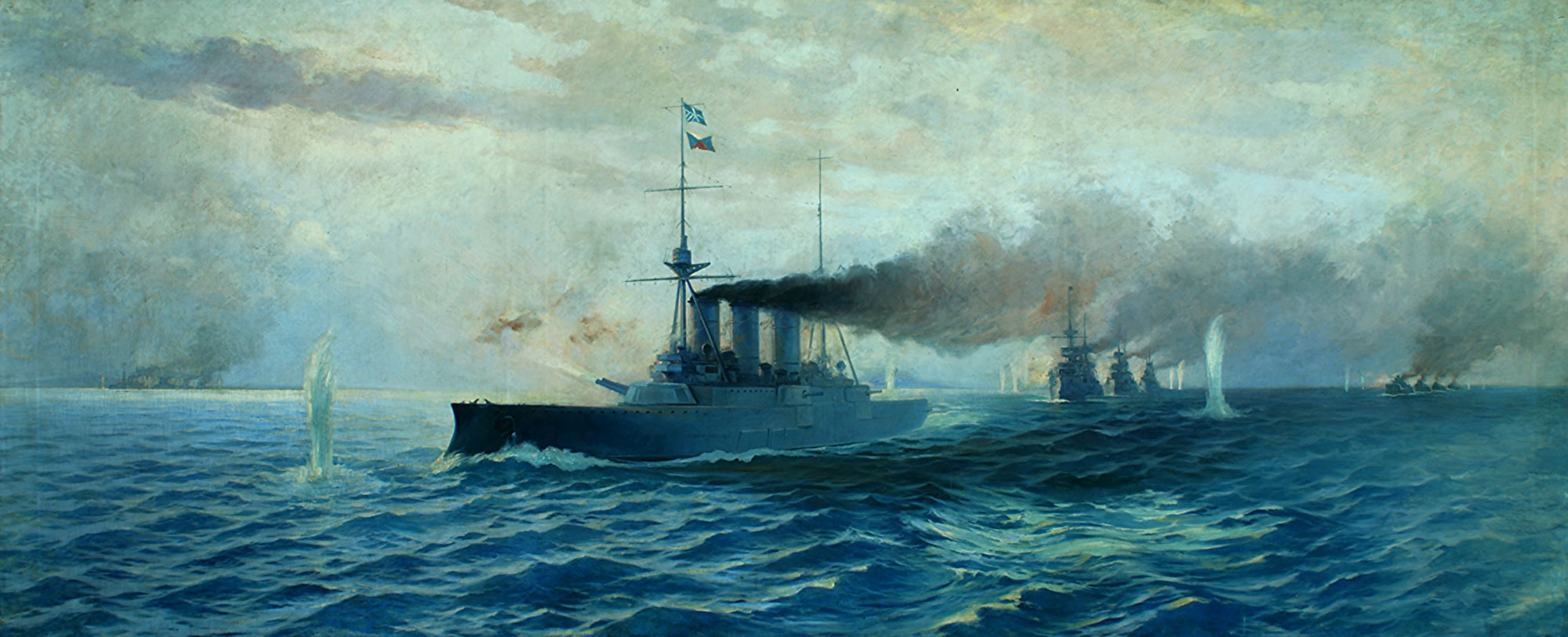
Сражение при Элли (художник Василиос Хадзис).

Греческое господство в Эгейском море было закреплено двумя победами над османским флотом в течение месяца.
Утром 1 декабря 1912 года произошло первое небольшое столкновение между греческим флотом и османским кораблём. Османский крейсер «Меджидие» обменялся огнём с греческими эсминцами. Командир флотилии эсминцев, капитан А. Врацанос, дал приказ подводной лодке «Дельфин» (командир — коммандер С. Папарригопулос) погрузиться и приблизиться для атаки. Но было уже поздно, «Меджидие» успел удалиться и скрыться в проливах.
Эпизод был достаточно опасным для греческих эсминцев, которые подверглись обстрелу не только турецкого крейсера, но в основном прибрежных батарей. Стала вырисовываться тактика, которой был намерен следовать османский флот.
В 8:00 утра 3 декабря, соблюдая линию, османский флот вышел из проливов. Первым вышел крейсер «Меджидие», после которого шли 8 эсминцев, а за ними 4 броненосца. На исход сражения у мыса Элли повлияли решительность адмирала П. Кунтуриотиса, боевые качества греческих моряков и технологическое превосходство броненосца «Авероф».

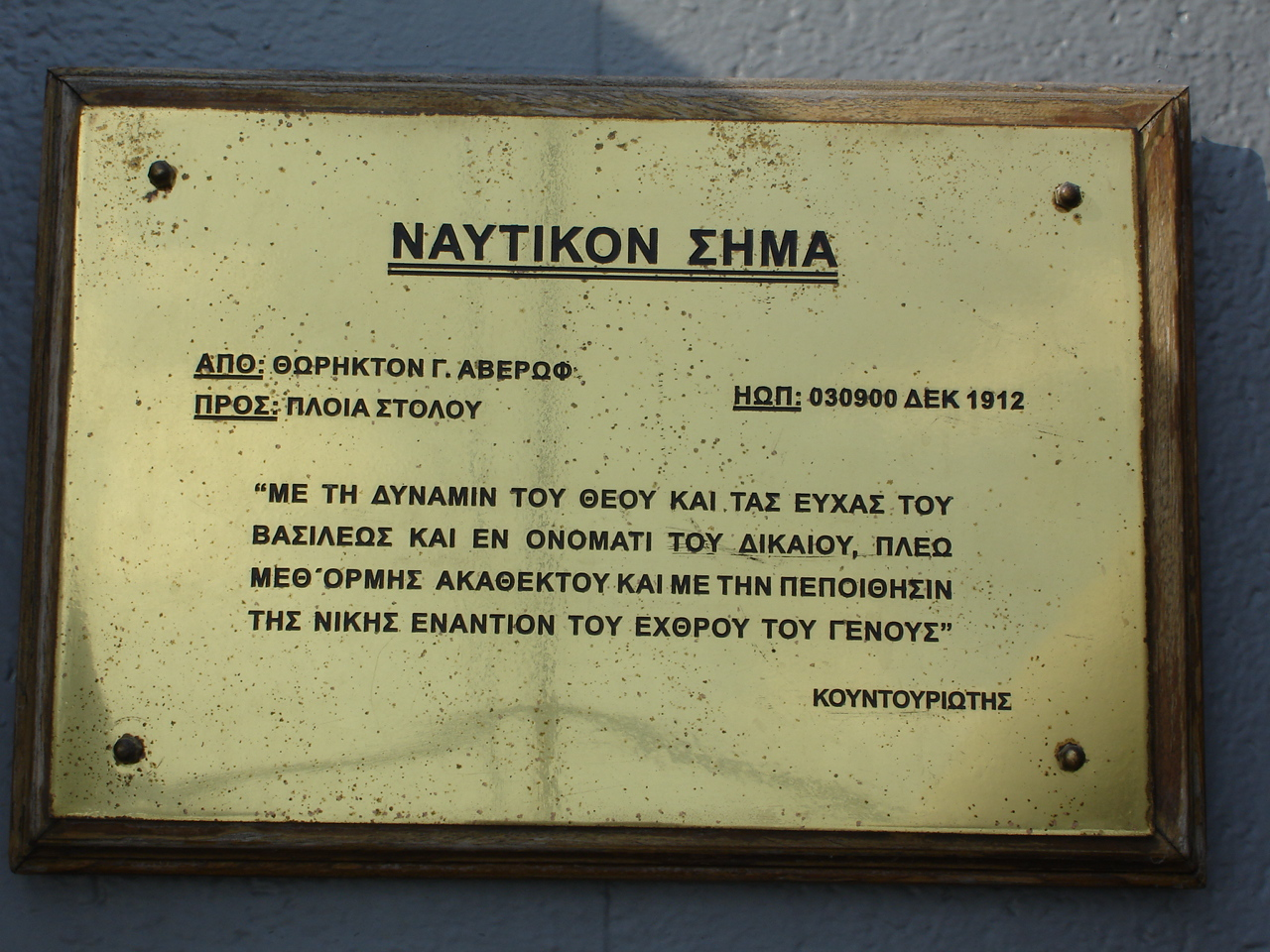
Сигнал атаки Кунтуриотиса.

Адмирал Кунтуриотис в 9:00 передал свой ставший историческим сигнал «С Божьей помощью и напутствиями короля» и «освободил» остальной флот, подняв на флагмане флажный сигнал «Ζ», что означало «действую независимо» и ринулся на османский флот со скоростью в 21 узел с целью обойти вражеские броненосцы и описать дугу перед ними. Поскольку другие греческие броненосцы обладали меньшей скоростью по сравнению с флагманом, «Авероф» прошёл в одиночку средь густого огня вражеских кораблей и прибрежных батарей, что внесло панику в османский флот, который развернулся и в беспорядке скрылся в проливах.
Манёвр, произведенный Кунтуриотисом, именовался «кроссинг Т» и был использован японцами при Цусиме. Рискованная идея Кунтуриотиса заключалась в том, что проходя перед носом турецких броненосцев, которые могли обстреливать его только носовыми орудиями, греческий флагман имел возможность вести огонь практически всеми своими орудиями, от бака до юта.
Повреждения греческих кораблей в этом сражении были незначительными. Напротив, османские корабли получили значительные повреждения. Человеческие потери с греческой стороны были ограничены одним убитым и 7 раненными, один из которых впоследствии умер.
Бой был непродолжительным и продлился с 9:15 до 10:30. Победа по сути была результатом столь же дерзкого, сколь и опасного манёвра «Авероф», выведшего его в радиус обстрела береговых батарей. Кунтуриотис был обвинён в «необдуманном героизме», но его действия были «оправданы» турецким адмиралом Рамизом, представшим перед османским трибуналом за бегство с поля боя:128. Господство греческого флота в Эгейском море было подтверждено, но враг не был разбит.
Сам Кунтуриотис не был удовлетворён результатом боя. По свидетельству капитана «Авероф», Софокла Дусманиса, адмирал, наблюдая за убегающими турецкими кораблями, горько отметил «ну и чего мы добились?». Дусманис ответил, что турки более не выйдут из проливов, Кунтуриотис был другого мнения:129.

## Период от сражения у Элли до сражения при Лемносе
После поражения у Элли османский флот проявил активность в серии мелких военных эпизодов.

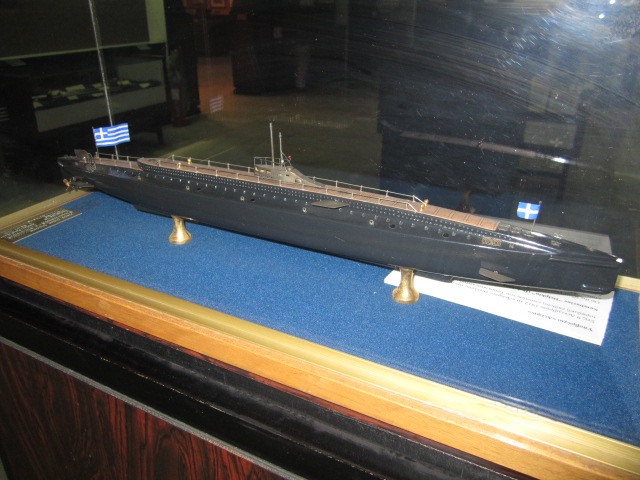
Макет подлодки «Дельфин I» (Военный музей, Афины).

В ходе одного из них, 8 декабря, подводная лодка «Дельфин» погрузилась и пустила торпеду в «Меджидие», который вышел из проливов, сопровождаемый 4 эсминцами. Однако торпеда, не дойдя до цели, затонула. Последующие заключения, пришли к выводу, что торпеда затонула, потеряв плавучесть в силу дефекта её водонепроницаемости. Это была первая в мировой истории торпедная атака подводной лодки.
Второй выход османского флота состоялся 22 декабря. В нём приняли участие также османские броненосцы. Греческий флагман поднял флажный сигнал боя, но османский флот развернулся и скрылся в проливах.
Третий выход, причём всего османского флота, состоялся 29 декабря. Османский броненосец «Ассари Тефик» начал обстреливать патрулирующий эсминец «Леон». Греческий корабль поспешил навстречу противнику, но османский флот в очередной раз развернулся и скрылся в проливах.
Впоследствии османский флот предпринял отвлекающий манёвр, чтобы удалить «Авероф» от Дарданелл. Крейсер «Хамидие» в ночь с 15 на 16 января 1913 года вышел из Дарданелл, сумел пройти не замеченным патрулирующими греческими кораблями и достиг острова Сирос, где стоял греческий вспомогательный крейсер «Македония». Чтобы не дать туркам повода к бомбардировке острова, командир «Македонии» приказал команде, открыв кингстоны, покинуть корабль. «Македония» сел на дно, но из-за мелководья остался большей частью над водой. «Хамидие» обстреливал «Македонию» в течение 10 минут. (Через 10 дней «Македония» был поднят силами экипажа, ушёл своим ходом на ремонт.)
Этот эпизод и дальнейшие действия «Хамидие» вызвали беспокойство, если не панику, в Афинах; Кунтуриотису было предложено выслать в погоню за турецким крейсером броненосец «Авероф», единственный корабль, располагавший для этого достаточной скоростью и мощью. Однако Кунтуриотис оказался тверд в выполнении основной задачи флота, и «Авероф» остался с флотом у выхода из Дарданелл:134.

## Сражение при Лемносе

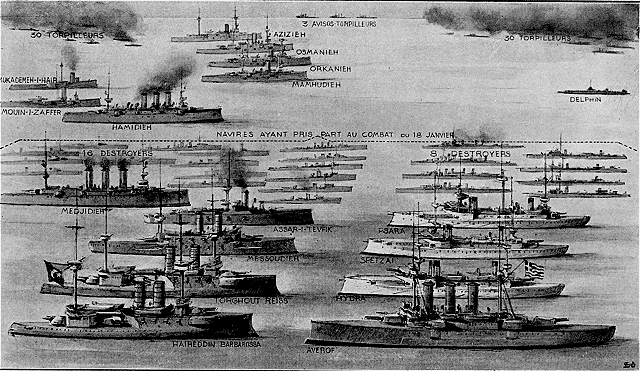
Наглядное сравнение османского и греческого флотов в 1912—1913 годах, на страницах французского журнала L’Illustration.

Полагая, что манёвр с «Хамидие» удался и ожидая, что «Авероф» бросился в погоню за крейсером, οсманский флот вышел из проливов утром 5 (18) января 1913 год.
Бой длился с 10.50 до 14.42 и имел 2 фазы:
1. С 11:35 до 12:04: бой в 2 параллельные линии, на скорости в 14 узлов и огонь с дистанции в 8400 ярдов.
2. С 12:05 до 14:42: Кунтуриотис, под прикрытием огня всех кораблей флота, и развив свою наибольшую скорость в 24 узла, занял позицию, позволившую ему вести огонь двумя бортами и внёс панику в турецкую линию. Огонь был метким и османским кораблям были нанесены большие повреждения, но они не были потоплены, по причине того, что дистанция с которой «Авероф» вёл огонь, не позволяла снарядам пробить мощную броню османских кораблей. Турецкие корабли скрылись в проливах и более не пытались выйти из них.

После сражения при Лемносе, командующий вооружёнными силами Османской империи и военный министр, Назим Паша, был вынужден заявить в османском парламенте: «Флот сделал всё возможное. К сожалению мы не можем ничего ожидать от него более».
В греческих победах у Элли и при Лемносе не было потоплений, но свою задачу, установление полного греческого господства в Эгейском море флот выполнил. Патрулирование греческого флота у проливов продолжилось ещё 4 месяца, но морская война в Эгейском море по существу была закончена.

## Рождение военно-морской авиации
24 января (5 февраля) 1913 года греческие пилоты Аристидис Морайтинис и Михаил Мутусис совершили разведывательный полёт над Дарданеллами на переделанном в гидроплан самолёте Maurice Farman MF.7, завершив полёт атакой на османские корабли (4 бомбы). Полёт положил начало истории мировой военно-морской авиации.

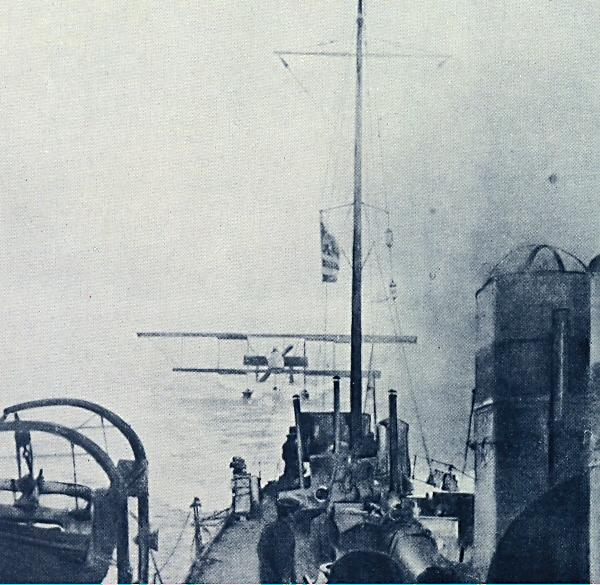
Эсминец «Велос» подбирает гидроплан Мутусиса-Морайтиниса, после полёта над Дарданеллами.

Гидроплан выполнил поставленное ему командованием флота задание и приводнился у ожидавшего его эсминца «Велос».

## Эскадра Ионического моря
Кроме господства в Эгейском море, особое значение имели защита морских коммуникаций в Ионическом море море и поддержка операций армий в Эпире. Эта задача была возложена на отдельную эскадру, под командованием капитана И. Дамианоса, получившую громкое имя «Эскадра Ионического моря».

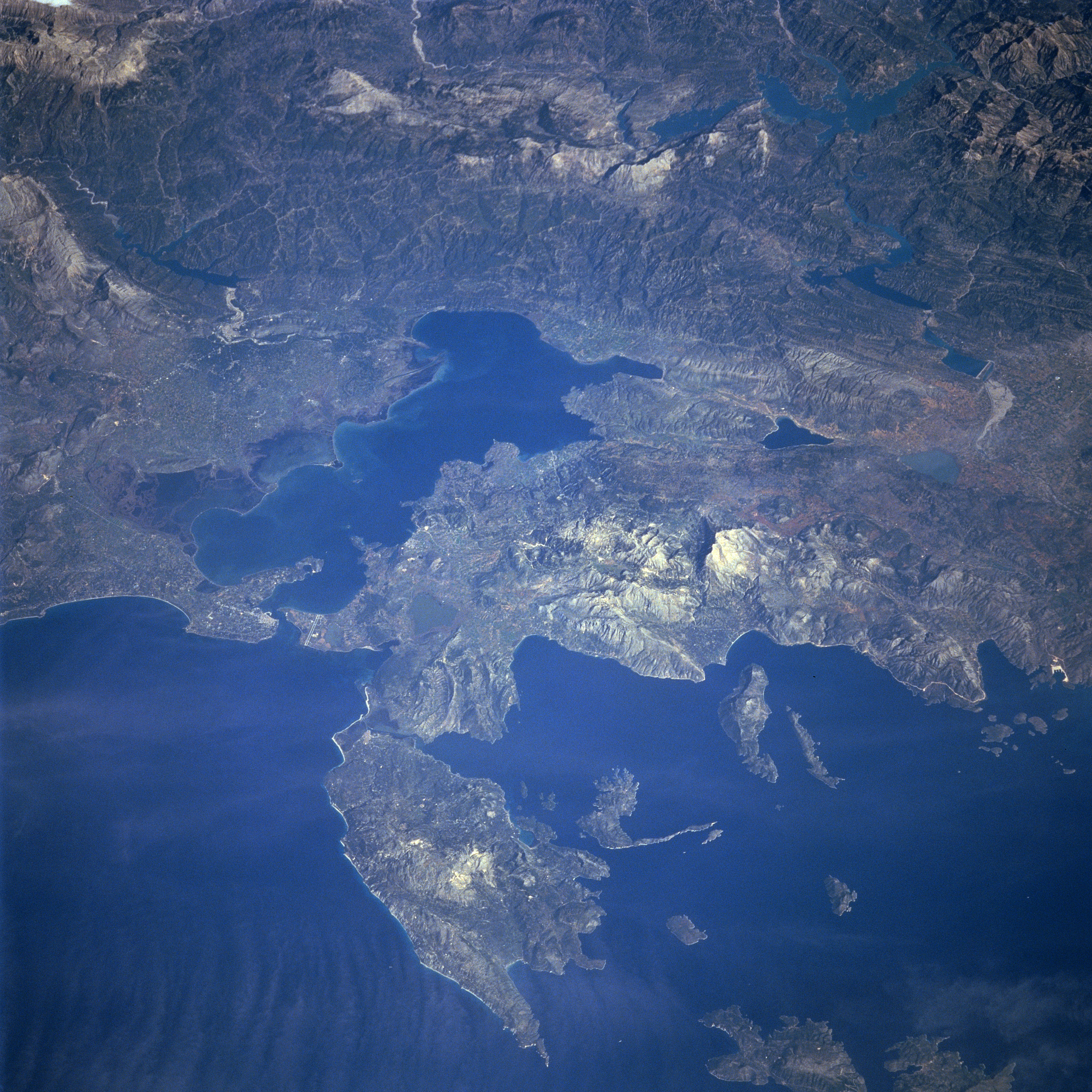
Амбракийский залив.

С началом войны на Западном фронте Греция располагала Эпирской «армией», в действительности одной дивизией. В Ионическом море Греция располагала флотом аналогичного размера и качества. Это было сборище всевозможных парусно-паровых вооружённых плавсредств почтенного возраста. Среди них были 4 канонерки типа α, старые, но построенные специально для операций в Амбракийском заливе, и дождавшиеся своего часа. Канонерки положили начало военным действиям в Эпире.
В ночь с 4 (17) октября на 5 (18) октября 1912 год канонерки α и β, под командованием капитанов Н. Маккаса и К. Бубулиса, рискуя быть немедленно расстрелянными артиллерией крепости Превеза, прошли под носом у турок узким (всего лишь в ½ мили) и с отмелями проливом в Амбракийский залив. С этого момента залив оказался под греческим контролем, и канонерки начали оказывать существенную помощь армии:86.
5 (18) октября 1912 года греческая армия, имея численное превосходство против турецких сил (4:1), начала поход в Македонию. Всё внимание было приковано к македонскому фронту, когда из Эпира стали приходить странные новости: эпирская «армия» начала наступление против противника, имевшего здесь четырёхкратное превосходство. 12 (25) октября 1912 года была освобождена Филиппиада, 21 октября (3 ноября) 1912 год был освобождён город Превеза. При этом турецкий миноносец «Анталья», находившийся в заливе, но не принявший бой и укрывшийся от двух греческих канонерок под защиту береговых батарей в Никополь, в 6 км от Превезы, был потоплен экипажем, чтобы не попасть в греческие руки.

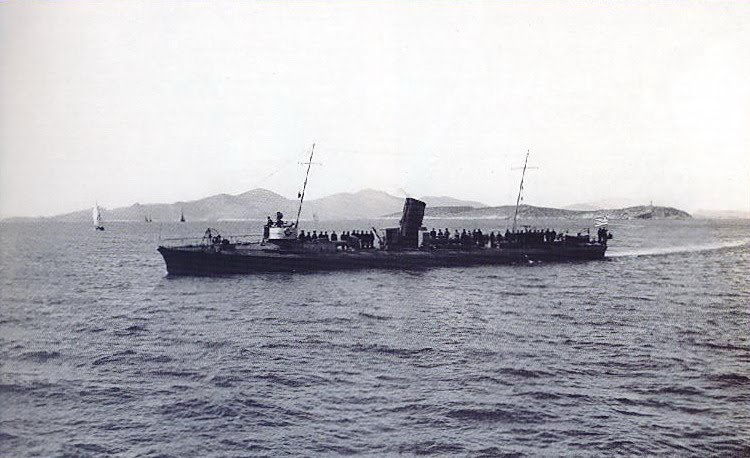
Греческий миноносец «Никополис» — трофейный турецкий «Анталья».

Миноносец был сразу поднят и вошёл в состав греческого флота под именем «Никополис». Эскадра взяла на себя также поддержку десантов армии и флота высаживавшихся на побережье Северного Эпира, вплоть до Авлоны. Эти операции остались в тени операций эскадры Эгейского моря, но достойны отдельного упоминания поскольку сыграли значительную роль в конечном исходе войны. Была установлена морская блокада Эпира и Северного Эпира, с тем чтобы препятствовать снабжению турецких и албанских частей в регионе, которое производилось в основном австрийскими и итальянскими коммерческими судами. Блокада продлилась до конца войны.
Одновременно, 5 ноября 1912 года, была освобождена Химара, высадившемся здесь отрядом 200 критских добровольцев, под командованием майора жандармерии С. Спиромилиоса, отрядом 17 моряков и местным греческого населением. Впоследствии десант был усилен ротой пехоты. Высадка была поддержана паровыми барками «Ахелоос», «Эвротас» и «Пиниос». Греческая армия удерживала город до конца войны.
Несколькими днями позже, 22 ноября, при поддержке трёх «рек», был освобождён прибрежный город Агии Саранда, после чего флот высадил символический десант, в 10 моряков, на острове Сасон, который оставался там до конца войны.
В феврале 1913 года несколько отрядов моряков эскадры Ионического моря приняли участие в освобождении Янин.

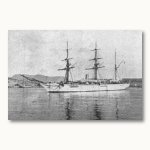
Парусно-паровой барк-канонерка «Ахелоос».

В марте в проливе Отранто 4 «реки» попытались перехватить крейсер «Хамидие», однако лишь одной из них («Ахелоос») удалось сблизиться с турецким крейсером. Старый парусно-паровой корабль смело ввязался в бой с крейсером но «Хамидие» повредил ему рулевой привод и заставил отступить в Дуррес.

## Вторая Балканская война

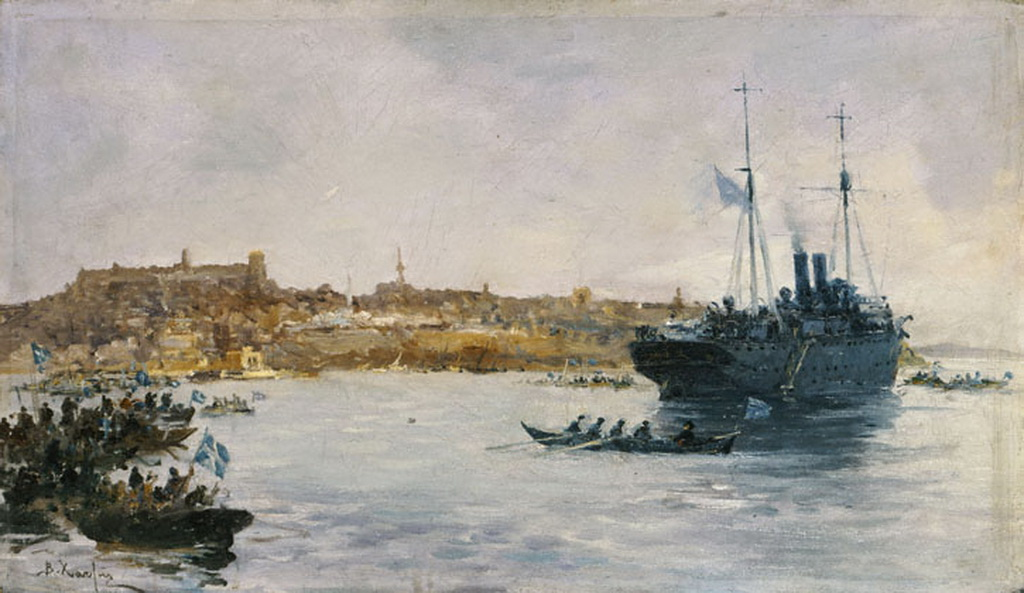
Десант греческого флота в Кавале, 1913 год (работа художника В. Хадзиса).

Неудовлетворённая результатами войны против осман и переоценив свои силы Болгария начала в июне 1913 года войну против своих бывших союзников Сербии и Греции.
Греческая армия нанесла поражение болгарам в Битве под Килкисом и продолжила наступление в направлении болгарской столицы и завершила войну последним сражением в Кресненском ущелье в 90 км от Софии.
ВМФ Греции подверг блокаде побережье Восточной Македонии и Фракии и не оставил болгарам и шанса закрепиться на побережье. Это было наглядно в операциях в Цагези и в Кавале. Броненосец «Авероф» результативно поддержал огнём армейские части, подвергавшиеся болгарской атаке в Цагези. Наконец «Авероф», вместе с эсминцами «Леон», «Лонгхи», «Аспис» и вооружённым торговым судном «Микали» произвели 26 июня (9 июля) 1913 года показательную десантную операцию в Кавале, которой было достаточно для того, чтобы болгарские части покинули город.

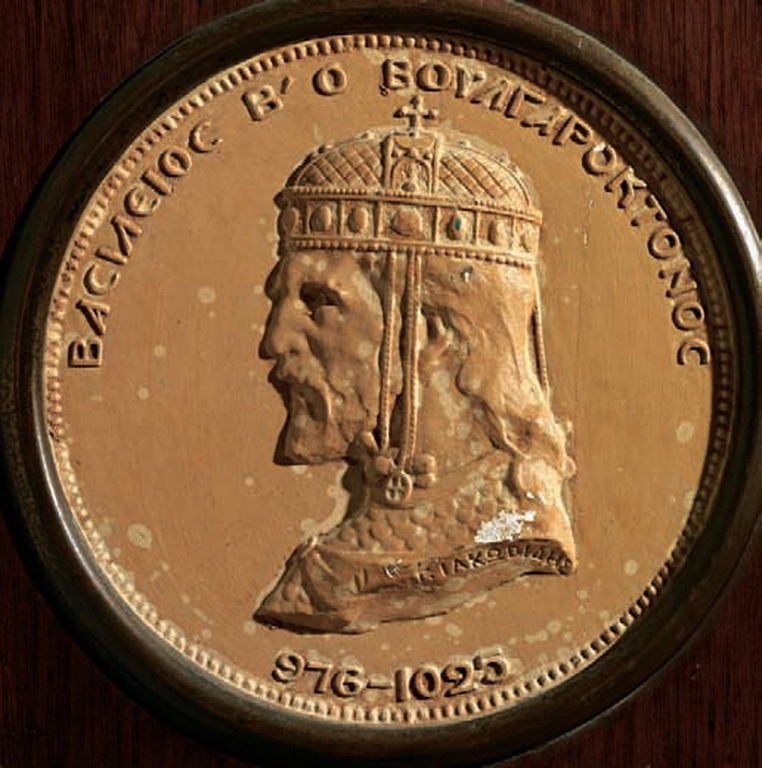
Василий II Болгаробойца на медали в ознаменование греческих побед над болгарской армией во Второй Балканской войне (работа художника Г. Яковидиса).

Морской полк (29-й пехотный), сформированный из офицеров и матросов ВМФ, принял участие в сухопутных операциях против болгар во Фракии и закончил войну в Дедеагаче (Александруполис).

## Эпилог

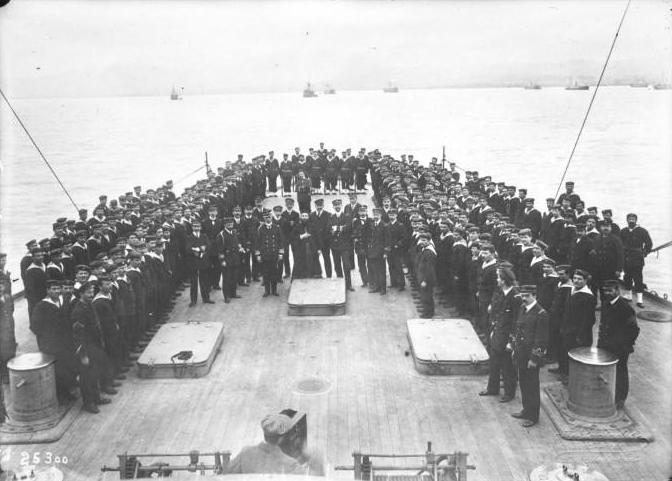
Адмирал Кунтуриотис и экипаж на палубе броненосца «Авероф», 1912 год.

Историки флота считают, что ВМФ Греции стал решающим фактором в ходе Первой Балканской войны. Кокконас пишет, что освобождение островов Архипелага греческим флотом было национальной задачей и по сути не интересовало союзников. Но установление греческого контроля в Эгейском море носило стратегический характер, в значительной степени решившей исход войны. Адмирал Я. Палумбис пишет, что если бы 250 000 османских резервистов, застрявших в портах Малой Азии и Ближнего Востока, своевременно прибыли бы на поля боёв фронтов, вполне вероятно, что исход войны мог бы быть иным. Палумбис считает, что протагонистом этой войны был ВМФ Греции и что самая большая стратегическая победа была одержана на море.